# Plaza de Toros Vieja (Málaga)

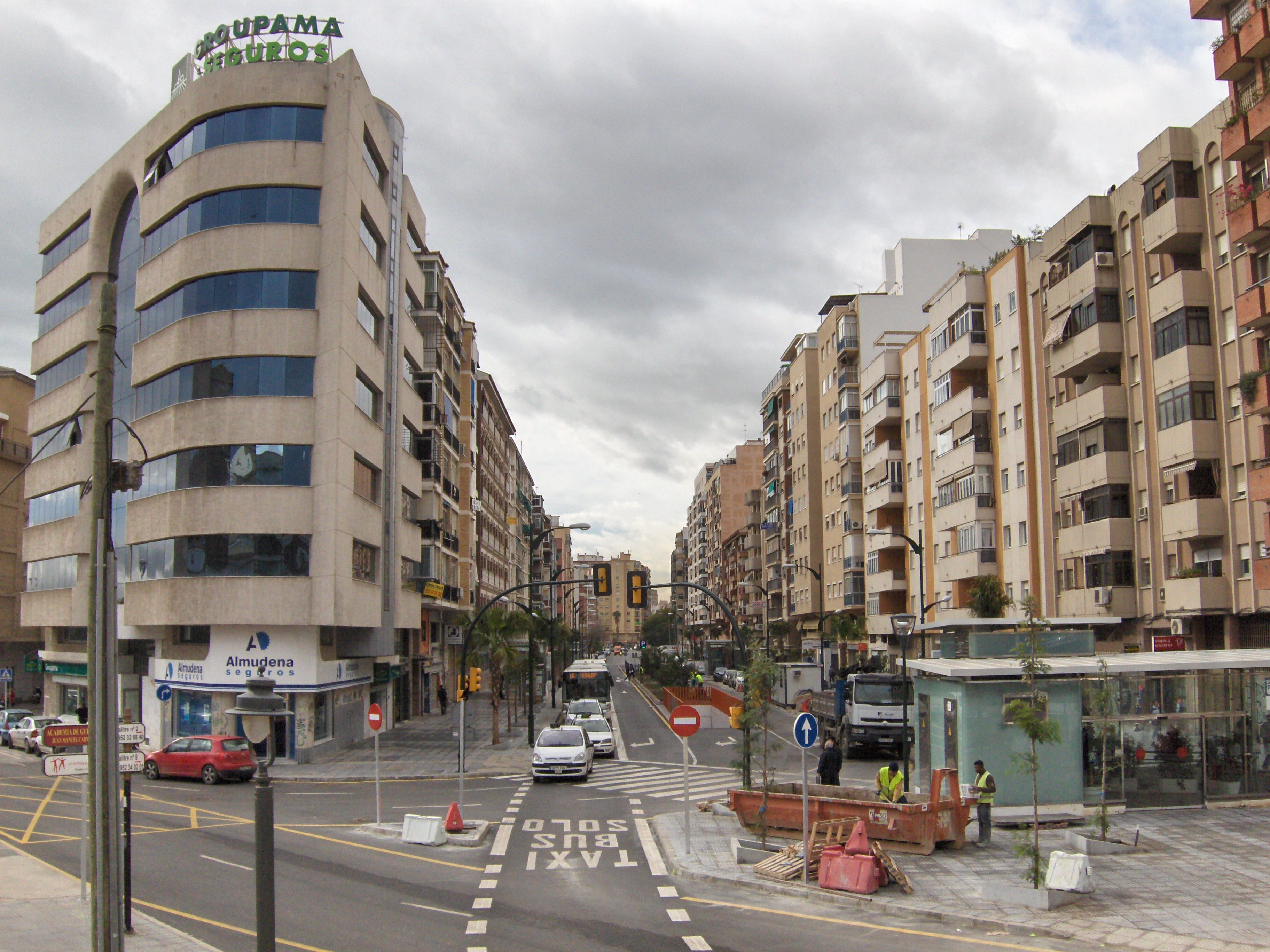
La calle Salitre separa el barrio de Plaza de Toros Vieja, a la izquierda, de Perchel Sur, a la derecha.

Plaza de Toros Vieja es un barrio que pertenece al distrito Centro de la ciudad andaluza de Málaga, España. Según la delimitación oficial del ayuntamiento, limita al noroeste y al norte con el barrio de El Perchel; al este, con la ribera del Guadalmedina, que lo separa del Ensanche Centro; al sur limita con la extensión del puerto; y al suroeste y el oeste limita con los barrios de El Bulto y Explanada de la Estación.

## Historia
El origen del nombre del barrio se debe a la calle homónima, que lo atraviesa en sentido noroeste-sureste, desde calle Salitre hasta el pasillo del Matadero. Esta calle a su vez fue llamada así porque en sus inmediaciones se encontraba la primera plaza de toros de Málaga, que por su proximidad al el Convento del Carmen se llamó Plaza de Toros del Carmen, siendo inaugurada en 1791 sobre unos terrenos ganados al mar y capacidad para 5000 personas.

## Transporte
En autobús queda conectado mediante las siguientes líneas de la EMT: 
| Línea | Trayecto                                        | Recorrido | Frecuencia    |
| ----- | ----------------------------------------------- | --------- | ------------- |
| C2    | Circular 2                                      | Recorrido | 11-12 minutos |
| 1     | Parque del Sur - Avda. Europa (San Andrés)      | Recorrido | 8-9 minutos   |
| 3     | Paseo del Parque - Puerta Blanca                | Recorrido | 8 minutos     |
| 10    | Alameda Principal - Churriana                   | Recorrido | 25-30 minutos |
| 16    | Paseo del Parque - La Térmica                   | Recorrido | 12-13 minutos |
| 24    | Avda. M. A. Heredia - Los Prados                | Recorrido | 15 minutos    |
| 27    | Avenida M. A. Heredia - Polígono I. Guadalhorce | Recorrido | 70-80 minutos |
| N1    | Puerta Blanca - El Palo                         | Recorrido | 25 minutos    |